# Preben Kaas
Preben Kaas (født 30. marts 1930 i Aalborg, død 27. marts 1981 i København) var en dansk komiker, skuespiller, manuskriptforfatter og filminstruktør.

## Liv og karriere
Preben Kaas var søn af kapelmester Robert Kaas og Martha Tommerup. Han blev døbt i Ansgars Kirke, der var indviet året før. Allerede som barn fik han flere mindre roller på teater, i radio og på film. Som ung fungerede han i en periode som en slags pædagog i ungdomsklubber, men samtidig spillede han skuespil i det små. Han vandt en amatørkonkurrence i 1955 og fik ved Ib Schønbergs hjælp foden indenfor hos Nordisk Film, hvor han fik en uddannelse som filmklipper.
Kaas fik aldrig en skuespilleruddannelse, men fik snart succes i komiske sammenhænge med flere revyengagementer, blandt andet i Cirkusrevyen. Han kom igen – efter ti års pause – til at indspille film, i starten mest alvorlige roller, men med en af hovedrollerne i serien om Soldaterkammeraterne kommer han ind på dansk films lystspilscene. Parallelt hermed fik han ansættelse på ABC Teatret, hvor han både virkede som skuespiller, forfatter og instruktør. Det var her, han mødte Jørgen Ryg, som han kom til at danne komisk par med i revy, teater, film samt pladeindspilninger. Hans teaterkarriere fortsatte med direktørposter på ABC-teatret efter Stig Lommer, Cirkusrevyen, samt Merkur Teatret.
Samtidig med teaterarbejdet fik han i 1960'erne og 1970'erne en række roller i folkekomedier, hvor han i flere tilfælde (som med Soldaterkammerater) også var idemand eller på anden måde involveret i filmens skabelse.
Tage Andersen brugte Preben Kaas som model for sine tegninger af Willy i Willy på Eventyr.
I 1970 Modtog han Bodilprisen for bedste mandlige birolle for sin rolle som Dynamit-Harry i Olsen-banden på spanden (1969).
Kaas blev den 27. marts 1981 fundet druknet i Kalkbrænderihavnen, København. Det formodes at der var tale om selvmord, da man fandt hans sko og cottoncoat lagt pænt sammen på køleren af en bil ved Langebro.
Han ligger begravet på Søndermark Kirkegård.

### Familieforhold
Preben Kaas var gift med Bodil Nymark Nielsen, og sammen fik de to døtre.
Samlevende med Ulla Steen, og sammen fik de skuespiller og kapelmester Jeppe Kaas (1966) og desuden en datter.
Han var gift med Anne Mari Lie i perioden 1970-1975, og sammen fik de sønnen Nikolaj Lie Kaas (1973).
Gift med Lisbet Dahl i perioden 1977-1981.

## Filmografi
| År   | Titel                                 | Rolle                        | Noter                                   |
| ---- | ------------------------------------- | ---------------------------- | --------------------------------------- |
| 1943 | Det ender med bryllup                 | Kontorbud hos Steen Andersen |                                         |
| 1943 | En pige uden lige                     | Dreng på Tåsinge             |                                         |
| 1943 | Naar man kun er ung                   | Dreng der fisker             |                                         |
| 1943 | S.O.S. Kindtand                       |                              |                                         |
| 1945 | De røde enge                          | Erik                         |                                         |
| 1946 | Jeg elsker en anden                   | Blomsterbud                  |                                         |
| 1947 | De pokkers unger                      | Børge                        |                                         |
| 1957 | Bundfald                              | Egon                         |                                         |
| 1957 | Sønnen fra Amerika                    | Preben                       |                                         |
| 1957 | Far til fire og onkel Sofus           | Triangelspiller              |                                         |
| 1958 | Stof til eftertanke                   |                              |                                         |
| 1958 | Seksdagesløbet                        | Benny Brun                   |                                         |
| 1958 | Soldaterkammerater                    | Ole Sørensen, menig 615      |                                         |
| 1958 | Andre folks børn                      | Søren, kommis                |                                         |
| 1959 | De sjove år                           | Madsen                       |                                         |
| 1959 | Soldaterkammerater rykker ud          | Ole Sørensen, menig 615      |                                         |
| 1960 | Den sidste vinter                     | Gustav                       |                                         |
| 1960 | Poeten og Lilliemor og Lotte          | Journalisten                 |                                         |
| 1960 | Skibet er ladet med                   | Mortensen, betjent           |                                         |
| 1960 | Soldaterkammerater på vagt            | Ole Sørensen, menig 615      |                                         |
| 1961 | Løgn og Løvebrøl                      | Fotograf                     |                                         |
|      | To skøre ho'der                       | Preben Bruun                 |                                         |
|      | Soldaterkammerater på efterårsmanøvre | Ole Sørensen, menig 615      |                                         |
| 1962 | Soldaterkammerater på sjov            | Ole Sørensen, menig 615      |                                         |
| 1963 | Skyggen af en helt                    | Seumas Shields               |                                         |
| 1964 | Selvmordsskolen                       | Søn                          |                                         |
| 1964 | Don Olsen kommer til byen             | Fjernsynsmand                |                                         |
| 1965 | Mor bag rattet                        | Lykkes far som ung           |                                         |
| 1966 | Et minde om to mandage                |                              |                                         |
| 1966 | Nu stiger den                         | Klamm 2.                     |                                         |
| 1966 | Pigen og greven                       | Skuespiller                  |                                         |
| 1967 | Jeg - en maki                         | Bogforlægger                 |                                         |
| 1967 | Martha                                | Kok                          | også manuskript                         |
| 1967 | Onkel Joakims hemmelighed             | Esben                        |                                         |
| 1968 | Soldaterkammerater på bjørnetjeneste  | Menig 612                    |                                         |
| 1969 | Olsen-banden på spanden               | Dynamit-Harry                | Bodilprisen for bedste mandlige birolle |
| 1970 | Præriens skrappe drenge               | Ben                          |                                         |
| 1970 | Rend mig i revolutionen               | Gonzales                     |                                         |
| 1971 | Guld til præriens skrappe drenge      | Ben                          |                                         |
| 1971 | Hvor er liget, Møller?                | Møller                       | også instruktion og manuskript          |
| 1971 | Olsen-banden i Jylland                | Betterøv                     |                                         |
| 1973 | I din fars lomme                      | Stines far                   |                                         |
| 1973 | Olsen-banden går amok                 | Dynamit-Harry                |                                         |
| 1973 | På'en igen Amalie                     | Journalist                   | også instruktion                        |
| 1973 | Slap af, Frede!                       |                              |                                         |
| 1974 | Den meget talende barber              | Giftefogeden                 |                                         |
| 1974 | Mafiaen, det er osse mig!             | Valde Sørensen               |                                         |
| 1975 | Piger i trøjen                        | Bartender                    |                                         |
| 1976 | Julefrokosten                         | Hans Jensen                  |                                         |
| 1976 | Spøgelsestoget                        | Richard Winther              |                                         |
| 1977 | Alt på et bræt                        | Arthur                       |                                         |
| 1978 | Firmaskovturen                        | Hans Jensen                  |                                         |
| 1978 | Fængslende feriedage                  | Toft, galleriejer            |                                         |
| 1978 | Lille spejl                           | Sandra                       |                                         |
| 1980 | Sådan er jeg osse                     | Stines far                   |                                         |

## Hædersbevisninger
- I 1970 fik han Bodilprisen for bedste mandlige birolle, for rollen som Dynamit-Harry i Olsen-banden på spanden.
- Den 2. juni 1999 valgte Post Danmark, at udgive Kaas sammen med Jørgen Ryg på frimærke, som et af fire mærker med dansk revy som motivtema.[6]
- Frederiksberg Kommune opkaldte i 2006 nogle af gaderne i et nyt boligområde i Flintholm, for samme navn som stjerner i den danske revy, herunder Preben Kaas' Vænge.